# Malajisk myrkott
Malajisk myrkott (Manis javanica) är ett däggdjur i familjen myrkottar som förekommer i Sydostasien.

## Kännetecken
Liksom hos andra myrkottar är kroppen, med undantag av nosen, buken och benens inre sida, täckt av stora, platta fjäll. Arten når en kroppslängd av 50 till 60 centimeter samt en svanslängd av 40 till 80 centimeter. Hannar är något större än honor. De rörliga fjällen har en brun till svartbrun färg och skarpa kanter. Huden vid oskyddade ställen är vitaktig och täckt av svarta hår. Malajisk myrkott har stora böjda klor vid framfötterna och även vid bakfötterna finns mindre klor. Liksom andra myrkottar har de en enkel uppbyggd skalle, en lång och klippig tunga och inga tänder.

## Utbredning och habitat
Malajisk myrkott förekommer i Sydostasien. Utbredningsområdet sträcker sig från Myanmar, södra Laos och Vietnam över Malackahalvön till öarna Sumatra, Borneo och Java. Populationen på Filippinerna klassificeras idag som självständig art, Manis culionensis. Individerna lever i olika habitat som skogar och savanner med buskar samt trädgårdar och jordbruksmark.

## Levnadssätt
Individer av malajisk myrkott är skygga, aktiva på natten och lever främst ensamma. De gräver underjordiska bon eller övertar bon som lämnats av andra djur. Födan hittas på marken eller på träd. Ibland går de bara på sina bakfötter över marken och använder svansen för att hålla balansen. I träd klättrar de med hjälp av klorna och svansen som utgör ett gripverktyg. När de känner sig hotade kan de rulla ihop sig och för angripare är det mycket svårt att bryta fjällen.
Födan utgörs främst av myror och termiter. Malajisk myrkott använder den klibbiga tungan för att slicka insekterna som sönderdelas först i magsäcken.
Honor är dräktiga i ungefär 130 dagar och sedan föds vanligen ett enda ungdjur (sällan tvillingar). Ungarna föds med mjuka fjäll som stelnar under de första veckorna. Nyfödda myrkottar lever först i moderns bo och rider senare på honans svans. Ungarna avvänjas efter cirka tre månader och efter ungefär ett år är de könsmogna.
Livslängden är inte känd och det är även svårt att hålla arten i fångenskap. En individ av den nära besläktade arten Manis crassicaudata levde 20 år i fångenskap.

## Hot
I den traditionella kinesiska medicinen används myrkottens fjäll som botemedel mot hudsjukdomar och den jagas även för köttets skull. Sedan år 2000 förbjuder CITES handel med dessa djur. Trots allt hittas olika kroppsdelar på den svarta marknaden. Troligen hotas arten även av habitatförlust. IUCN listar malajisk myrkott som starkt hotade (endangered).